# جوزپه پیرونه
جوزپه پیرونه (انگلیسی: Giuseppe Pirrone؛ زادهٔ ۱۳ مهٔ ۱۹۸۶) بازیکن فوتبال اهل ایتالیا است.
از باشگاه‌هایی که در آن بازی کرده‌است می‌توان به باشگاه فوتبال تراپانی و باشگاه فوتبال آسکولی اشاره کرد.